# Calamus penna
Calamus penna es una especie de peces de la familia Sparidae en el orden de los Perciformes.

## Morfología
Los machos pueden llegar alcanzar los 46 cm de longitud total.

## Distribución geográfica
Se encuentra en las  costas del  Atlántico occidental: desde Florida (Estados Unidos) y el noreste del Golfo de México  hasta Río de Janeiro (Brasil ).